# Endometrie

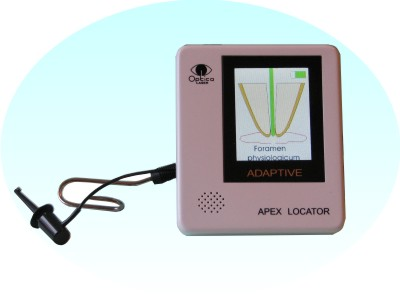
Elektrometrische Längenbestimmung des Wurzelkanals

Endometrie, auch elektrometrische Längenbestimmung bezeichnet die Messung der Wurzelkanallänge eines Zahnes mit einem elektronischen Messgerät, einem so genannten Apex-Lokalisator. Die Messung basiert darauf, dass ein konstanter elektrischer Widerstand zwischen Wurzelhaut und Schleimhaut besteht, welcher beim Erreichen der Wurzelspitze schlagartig abfällt.
Die endometrische Messung stellt neben der röntgenologischen Längenbestimmung und der Längenbestimmung mittels Taktilität (Feinfühligkeit) die derzeit genaueste Methode zur exakten Längenbestimmung des Wurzelkanals dar. Verschiedene Hersteller endometrischer Längenmessgeräte verwenden mittlerweile eine Mehrfrequenztechnologie, um die Messgenauigkeit bzw. Messstabilität zu erhöhen, die insbesondere durch Flüssigkeiten, wie Spüllösungen, Blut oder Eiter beeinträchtigt werden könnte.
Zur Messung wird ein dünnes, metallenes Wurzelkanalinstrument in den Wurzelkanal eingeführt, das an das Messgerät angeschlossen ist.

## Messgenauigkeit
Im apikalen Bereich bilden kleine Aufzweigungen und Seitenkanäle oftmals ein sogenanntes apikales Delta (apikale Ramifikation) mit akzessorischen Foramina. Durch größere oder zu viele Seitenkanäle und den dadurch geringeren elektrischen Widerstandswert <6,5 kΩ kommt es in einigen Fällen zu Messfehlern.
Bei Wurzelkanalbehandlungen ist für die langfristige Erhaltung eines Zahnes eine möglichst vollständige Aufbereitung und Desinfektion des Kanalsystems wichtig. Dazu muss die Aufbereitungslänge des Zahnes bekannt sein. Das Gerät zeigt mit Hilfe multifrequenter Messdaten den Übergang zwischen Kanalwandung auf der Innenseite der Wurzel und dem Zahnhalteapparat auf der Außenseite der Wurzel an.
Diese Art der elektrometrischen Längenmessung ist in der Regel genauer als eine röntgenologische Messaufnahme.